# Angela Gossow
Angela Nathalie Gossow (Colônia, 5 de novembro de 1974) é uma cantora alemã, ex-vocalista da banda sueca Arch Enemy. Suas bandas anteriores incluem Asmodina e Mistress. Ela é considerada uma das poucas bem-sucedidas cantoras de metal do sexo feminino para usar o gutural como o seu estilo de cantar primário.[carece de fontes?]
Suas principais influências são Jeff Walker do Carcass, David Vincent do Morbid Angel, Chuck Billy do Testament, John Tardy de Obituary, Chuck Schuldiner da Death, Dave Mustaine do Megadeth e Rob Halford do Judas Priest. Fã de bandas como Scorpions, Slayer, Morbid Angel, Obituary, Cannibal Corpse, Death, e o próprio Carcass.

## Biografia

### Início
Angela Gossow nasceu em uma família cristã ortodoxa em Cologne (Colônia), na Alemanha, e tinha três irmãos. Quando tinha 17 anos seus pais se divorciaram. Problemas financeiros vieram quando seu negócio faliu e ela também desenvolveu anorexia e bulemia. Foi nessa época que ela decidiu sair de casa e se juntar à banda de metal Asmodina. Após a formatura, ela se juntou a uma empresa de publicidade como estagiária, com especialização em marketing. Ela, simultaneamente, começou a estudar economia. Em 1997, a banda Asmodina acabou e Angela formou outra banda, a Mistress.

### Carreira com Arch Enemy
Angela Gossow se juntou ao Arch Enemy em novembro de 2000, após a saída do vocalista Johan Liiva. Ela já havia entrevistado o guitarrista Michael Amott para um webzine alemão. Ao entrevistar Amott, Angela Gossow lhe deu uma demonstração de que ela descreveu como um vídeo de "má qualidade" de uma apresentação em um clube. Quando a banda demitiu o então vocalista Johan Liiva em 2000, o Arch Enemy chamou Angela para uma audição. Ela então começou a gravar Wages of Sin com o grupo. No entanto, antes de a banda decolar para a turnê em 2002, Angela foi diagnosticada com nódulos, o que a fez quase parar de usar guturais. No entanto, após uma terapia vocal, ela foi capaz de recuperar sua voz e começou a ter aulas de piano e gutural com a treinadora Melissa Cross.
Em março de 2012, Angela anuncia que vai encerrar sua participação como vocalista do Arch Enemy (dando lugar a Alissa White-Gluz) mas que vai continuar trabalhando na banda exclusivamente cuidando dos negócios como empresária.

### Outros trabalhos
Gossow fornece a voz para a personagem recorrente Lavona Succuboso no desenho animado Metalocalypse. De acordo com uma entrevista com Musiikki TV na Frostbite Festival 2009, Gossow fez vocais no álbum Astarte Demonized na canção "Black at Heart".[carece de fontes?]
Angela se apresentou no lançamento do segundo DVD  de Melissa Cross, The Zen of Screaming 2 lançado pela própria Melissa. Além de estar nas capas de muitas revistas importantes, ela também foi eleita a "melhor cantora" e "estrela brilhante" no Burrn! Magazine Awards em 2002. Desde 2008 ela é a gerente do Arch Enemy e do Spiritual Beggars.

### Vida pessoal
Gossow é umas das poucas mulheres que tem vocal death metal. Ela tem um alcance vocal mezzo-soprano, com um grunhido de death growl. Ela é uma vegan, e considera-se politicamente anarquista, "para garantir, a direita não consegue o seu voto". Ela é ateia e segue um estilo de vida straight edge e Bodybuilder.  

## Discografia

### Com o Asmodina
- Your Hidden Fear - (Demo, 1991)
- The Story of the True Human Personality - (Demo, 1994)
- Promo 1996 - (Demo, 1996)
- Inferno - (1997)

### Com o Mistress
- Promo - (Demo, 1998)
- Worship the Temptress - (Demo, 1999)
- Party in Hell - (Demo, 2000)

### Com o Arch Enemy
- Wages of Sin - (2001)
- Burning Angel - (2002, EP)
- Anthems of Rebellion - (2003)
- Dead Eyes See No Future - (2004, EP)
- Doomsday Machine - (2005)
- Rise of the Tyrant - (2007)
- The Root of All Evil - (2009)
- Khaos Legions - (2011)